# Circle D-KC Estates
Circle D-KC Estates es un lugar designado por el censo ubicado en el condado de Bastrop, Texas, Estados Unidos. Según el censo de 2020, tiene una población de 2588 habitantes.
En los Estados Unidos, un lugar designado por el censo (traducción literal de la frase en inglés census-designated place, CDP) es una concentración de población identificada por la Oficina del Censo de los Estados Unidos exclusivamente para fines estadísticos.

## Geografía
Está ubicado en las coordenadas 30°9′38″N 97°14′23″O / 30.16056, -97.23972. Según la Oficina del Censo de los Estados Unidos, tiene una superficie total de 24.2 km², de la cual 24.0 km² corresponden a tierra firme y 0.2 km² son agua.

## Demografía

### Censo de 2020
| Raza                   | Núm. | Porc.  |
| ---------------------- | ---- | ------ |
| Blancos                | 1854 | 71.64% |
| Afroamericanos         | 53   | 2.05%  |
| Amerindios             | 25   | 0.97%  |
| Asiáticos              | 10   | 0.39%  |
| Isleños del Pacífico   | 7    | 0.27%  |
| Otras razas            | 232  | 8.96%  |
| De una mezcla de razas | 407  | 15.73% |

Del total de la población, el 28.44% son hispanos o latinos de cualquier raza.

### Censo de 2010
Según el censo de 2010, había 2393 personas residiendo en la zona. La densidad de población era de 98.76 hab./km². El 89.13% de los habitantes eran blancos, el 1.59% eran afroamericanos, el 1% eran amerindios, el 0.08% eran asiáticos, el 0.13% eran isleños del Pacífico, el 5.27% eran de otras razas y el 2.8% eran de una mezcla de razas. Del total de la población, el 17.59% eran hispanos o latinos de cualquier raza.